# Rychlostní silnice S6 (Rakousko)
Rychlostní komunikace S6 (Schnellstraße S6, Semmering Schnellstraße) je rychlostní silnice v Rakousku. Začíná na křižovatce s dálnicí A2 u Seebensteinu, vede západním směrem přes Bruck and der Mur a končí na křižovatce s dálnicí A9 u Sankt Michaelu. Je 105 kilometrů dlouhá. Na trase se nachází celkem 14 tunelů.

## Objekty na trase
- Km 0 Dálniční křižovatka Seebenstein
- Odpočívka Marché
- Km 5 Neunkirchen
- Km 17 Glognitz
- Odpočívka Glohnitz-Nord
- Tunel Grasberg 370m
- Tunel Essenstein 175m
- Odpočívka Schottwien
- Km 24 Maria schutz
- Tunel Semmering 3437m
- Tunel Steinhaus 1850m
- Km 31 Spittal/s
- Tunel Spittal/s 2544m
- Km 36 Murzschlag-ost
- Tunnel Ganzenatein 2135m
- Km 39 Murzschlag-west
- Km 45 Honigsberg
- Km 47 Langenwag
- Odpočívka Schwobling-sud
- Km 50 Krieglach
- Tunel 275m
- Km 55 Mitterdorf
- Km 61 Kindberg-ost
- Km 63 Kindberg-west
- Km 64 Kindbergdorfel
- Km 66 Allerheiligen
- Odpočívka Sankt Marein-nord
- Km 71 Sankt Marein/Kapfenberg-ost
- Odpočívka Kapfenberg-nord
- Km 73 Kapfenberg
- Tunel Tanzenberg 2486
- Km 78 Křižovatka Bruck/Mur S35
- Tunel Bruck 1256m
- Tunel Sankt Ruprecht 619m
- Km 83 Bruck/Mur-west
- Km 89 Niklasdorf
- Tunel Niklasdorf 1330m
- Km 93 Leoben-ost
- Tunel Massenberg 403m
- Km 100 Leoben-west, zentrum
- Km 104 Sankt Michael-ost
- Km 105 Křižovatka Sankt Michael A9, S36
- Km 105 Konec rychlostní silnice S6